# Kishoreganj Sadar Upazila
Kishoreganj Sadar Upazila är ett underdistrikt i Bangladesh. Det ligger i den centrala delen av landet, 90 km norr om huvudstaden Dhaka.
Trakten runt Kishoreganj Sadar Upazila består till största delen av jordbruksmark. Runt Kishoreganj Sadar Upazila är det mycket tätbefolkat, med 1 886 invånare per kvadratkilometer.